# Carl Heinrich Behn

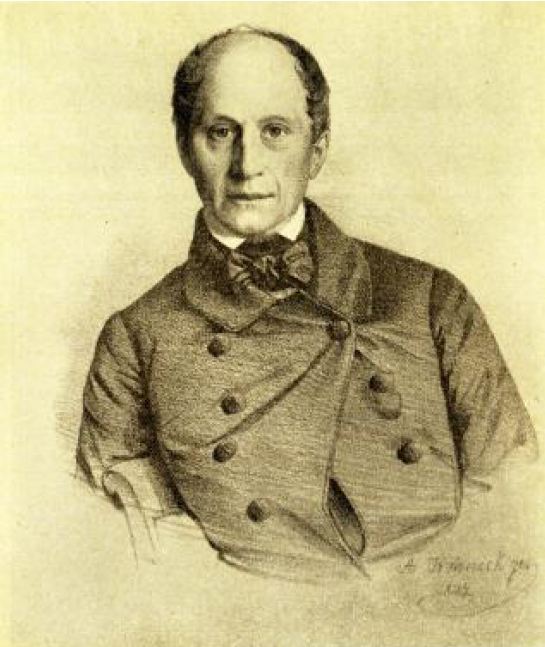
Carl Heinrich Behn (1847), Lithografie von Adolf Hohneck

Carl Heinrich Caspar Behn (* 14. November 1799 in Rendsburg; † 2. Januar 1853 in Altona) war ein deutscher Jurist, Politiker und von 1838 bis zu seinem Tode erster und dirigierender Bürgermeister der Stadt Altona in Schleswig-Holstein.

## Leben
Behn absolvierte zunächst ein juristisches Examen (cand. jur.), bevor er am 12. Oktober 1827 Kanzlist der Schleswig-Holstein-Lauenburgischen Kanzlei wurde. Am 22. Dezember 1829 trat er dort, wenige Monate nach seiner Ernennung zum Wirklichen Kanzleisekretär, eine Stelle als Archivar an, die er fast fünf Jahre lang ausübte. Am 1. Juni 1831 erlangte er den Titel eines Wirklichen Kanzleirats und am 3. Juli 1833 den eines Justizrats. Ab dem 16. September 1834 war er als Polizeimeister und Ratsverwandter in Flensburg tätig.
Der dänische König ernannte Behn am 22. Mai 1838 zum ersten und dirigierenden Bürgermeister der Stadt Altona. Diesen Posten hielt er lebenslang inne. Seine Berufung geschah auf Wunsch des Oberpräsidenten Conrad Daniel von Blücher-Altona, der sich dadurch Entlastung erhoffte. Nach Blüchers Tod 1845 übernahm Behn außerdem als Verweser der Oberpräsidentur für ein Jahr die Vertretung der Kopenhagener Regierung in Altona und setzte deren Willen in die Tat um. Das gleiche Amt trat er ab 1848 auf Dauer an.
Er gilt als vorausschauender Stadtplaner, der mit der nach Hamburg führenden Allee (heute Max-Brauer-Allee) eine bedeutende Umgehungsstraße um das damals bebaute Altonaer Stadtgebiet schuf. Erstmals gab es eine regelmäßige Verkehrsverbindung zwischen Altona und Hamburg. Drei von Altonaer und Hamburger Fuhrunternehmern betriebene Pferde-Omnibuss-Linien verkehrten ab 1839. 1840 bis 1841 ließ Behn westlich der Großen Elbstraße den Neuen Hafen errichten. Er entschied während seiner Amtszeit außerdem über die Anbindung der 1844 eröffneten Altona-Kieler Eisenbahn an das Altonaer Stadtgebiet. Auch die Marktstraße (heute Ehrenbergstraße) ließ er anlegen.
Kurz vor seinem Tod, am Silvestertag 1852, unterschrieb Behn in seiner Funktion als Verweser eine Bekanntgabe der dänischen Regierung, mit der Altona alle Zollprivilegien genommen wurden. Dies führte zu einer Beeinträchtigung der Wirtschaft Altonas, da dadurch der Absatz von Waren jenseits der Zollgrenzen der Nachbarstaaten erschwert wurde.
Behn starb am 2. Januar 1853 im Alter von 53 Jahren in Altona. Er hinterließ sieben Kinder, drei weitere waren bereits vor ihm verstorben. Er wurde auf dem Friedhof Norderreihe beigesetzt. Sein Grab wurde jedoch 1943 vollständig zerstört.
An Carl Heinrich Caspar Behn erinnert heute noch der Behnbrunnen. 1861 wurde die Behnstraße in Altona nach ihm benannt und nach 1888 um ein weiteres Stück erweitert, so dass sie in die Palmaille mündet.